# 津島神社 (飛騨市神岡町山田)
津島神社（つしまじんじゃ）は、岐阜県飛騨市神岡町山田（旧・吉城郡袖川村大字山田→吉城郡神岡町山田）にある神社（津島神社）。
通称は「天の森」「牛頭天王宮」。

## 概要
創建時期は不詳。この地域（高原郷）に疫病が流行ったさい、祇園神社（八坂神社）の分霊を山田村（現・飛騨市神岡町山田）の中央に祀り、流疫退散、病気平癒を祈願したのが創建という。その後高原郷の産土神となる。創建時の名称は不明。江戸時代は牛頭天王宮と称す。
時期は不明だが、山田村の一部と伏方村（現・飛騨市神岡町伏方）の一部で西村（現・飛騨市神岡町西）が発足すると、西村の産土神社を創建するさいに牛頭天王宮の神（建速須佐之男神）を分霊する。
1867年（明治元年）に津島神社に改称。1909年（明治42年）に比良木曽神社と石動神社を合祀する。1929年（昭和4年）に郷社となる。
1947年（昭和22年）に岐阜県神社庁より銀幣社の指定を受ける。2002年（平成14年）に伊太祈曽神社を合祀する。

## 主祭神
- 建速須佐之男神
- 五十猛命
- 伊須流岐比古命

## 天然記念物
- 津島神社社叢 - 1961年（昭和36年）3月6日に岐阜県の天然記念物に指定される[5]。